# Les Aventures du capitaine Wyatt
Pour les articles homonymes, voir Wyatt.
Pour plus de détails, voir Fiche technique et Distribution.
Les Aventures du capitaine Wyatt (Distant Drums) est un film d'aventures américain en Technicolor réalisé par Raoul Walsh, sorti en 1951.

## Synopsis
En 1840, lors de la seconde guerre séminole, le général Zachary Taylor envoie le lieutenant Richard Tufts et son éclaireur chercher le capitaine Quincy Wyatt. Leur mission sera de reprendre une forteresse tombée aux mains des indiens Séminoles et de libérer les prisonniers qui y sont détenus. Mais à peine ceux-ci libérés, parmi lesquels la belle Judy Beckett, ils sont poursuivis par les indiens et forcés d'abandonner leur plan initial, à savoir reprendre un bateau sur le lac Okeechobee. Ils doivent alors faire retraite à travers les marais des Everglades...

## Fiche technique
- Titre original : Distant Drums
- Titre français : Les Aventures du capitaine Wyatt
- Réalisation : Raoul Walsh
- Scénario : Niven Busch et Martin Rackin, d'après une histoire de Niven Busch
- Direction artistique : Douglas Bacon
- Décors : William Wallace
- Costumes : Marjorie Best
- Photographie : Sid Hickox
- Son : Oliver S. Garretson
- Musique : Max Steiner, Ray Heindorf (percussions)
- Montage : Folmar Blangsted
- Production : Milton Sperling
- Société de production : United States Pictures
- Société de distribution : Warner Bros. Pictures
- Pays de production :  États-Unis
- Langue originale : anglais
- Format : couleur (Technicolor) — 35 mm — 1,37:1 —  son Mono (RCA Sound System)
- Genre : Western
- Durée : 101 minutes
- Dates de sortie : 
  - États-Unis : 25 décembre 1951
  - France : 13 février 1952

## Distribution
- Gary Cooper (VF : Marc Valbel) : Capitaine Quincy Wyatt
- Mari Aldon (VF : Jacqueline Porel) : Judy Beckett
- Richard Webb (VF : Raymond Loyer) : Lieutenant Richard Tufts
- Ray Teal (VF : Jean Clarieux) : Mohair
- Arthur Hunnicutt (VF : André Bervil) : Monk
- Carl Harbaugh: Duprez
- Robert Barrat (VF : Henry Valbel) : Général Zachary Taylor
- Clancy Cooper : Sergent Shane
- Sheb Wooley : Pvt. Jessup
- Larry Carper : Le chef O'Cala

Source et légende : Version française (V. F.) sur le site Objectif Cinéma

## DVD
Ce film est disponible aux formats Blu-ray et DVD depuis décembre 2018 dans la collection Westerns de légende de Sidonis.

## Anecdotes
C'est dans ce film que l'acteur Sheb Wooley a poussé le cri repris dans plus de 500 films, le fameux cri Wilhelm. Néanmoins, il faut attendre la réalisation des films originaux de la saga Star Wars pour que le cri devienne célèbre et obtienne son nom actuel par le designer sonore de la saga, Ben Burtt, qu'il nomma ainsi d'après le personnage du soldat Wilhelm du western La Charge sur la rivière rouge de 1953. Avant cela, l'enregistrement était simplement dénommé sous le titre de « Homme se faisant dévorer par un alligator » puisque le cri est utilisé dans Les Aventures du capitaine Wyatt lorsque l'un des personnages se fait dévorer par cet animal.